# Hiroshi Inoue (entomólogo)
Hiroshi Inoue (井上寛, Inoue Hiroshi, 8 de julio de 1917 - 2 de junio de 2008) fue un lepidopterólogo japonés. Estudió una amplia gama de polillas, en particular las familias Zygaenidae, Geometridae, y Pyralidae. Durante su carrera, Inoue describió 1042 taxones.